# Bora

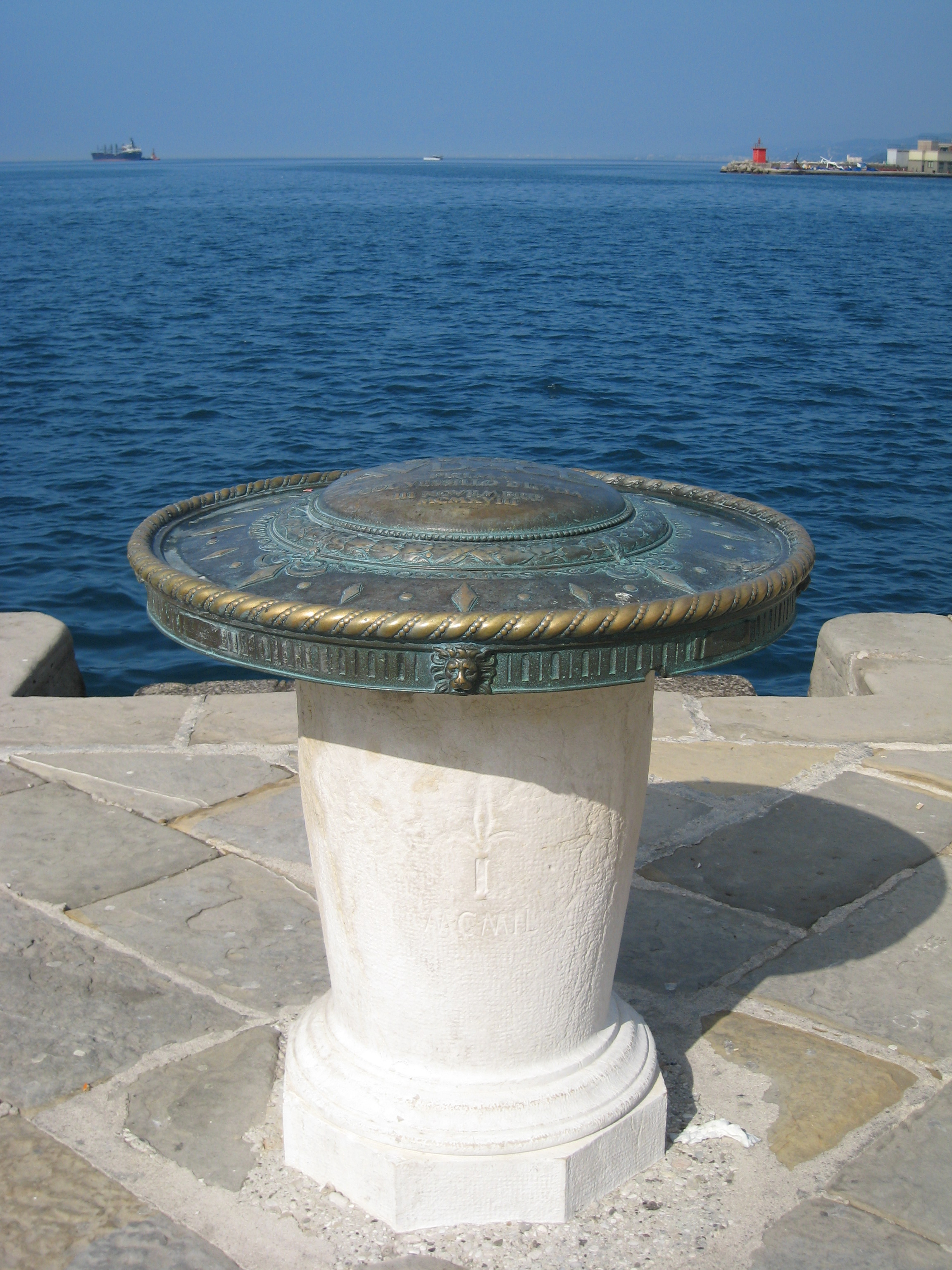
La rosa dei venti in testa al Molo Audace di Trieste.

La bora è un vento catabatico di provenienza Nord-Est/Est-Nord-Est, che soffia con particolare intensità specialmente verso l'Alto e Medio Adriatico e verso alcuni settori dell'Egeo in presenza di forti gradienti barici tra continente e mare.
Il termine deriva da Borea, personificazione del vento del nord nella mitologia greca. La bora conosciuta in Italia è quella di Trieste. In Croazia è celebre quella di Segna e Fiume e in Slovenia quella di Aidussina.

## Descrizione e origine

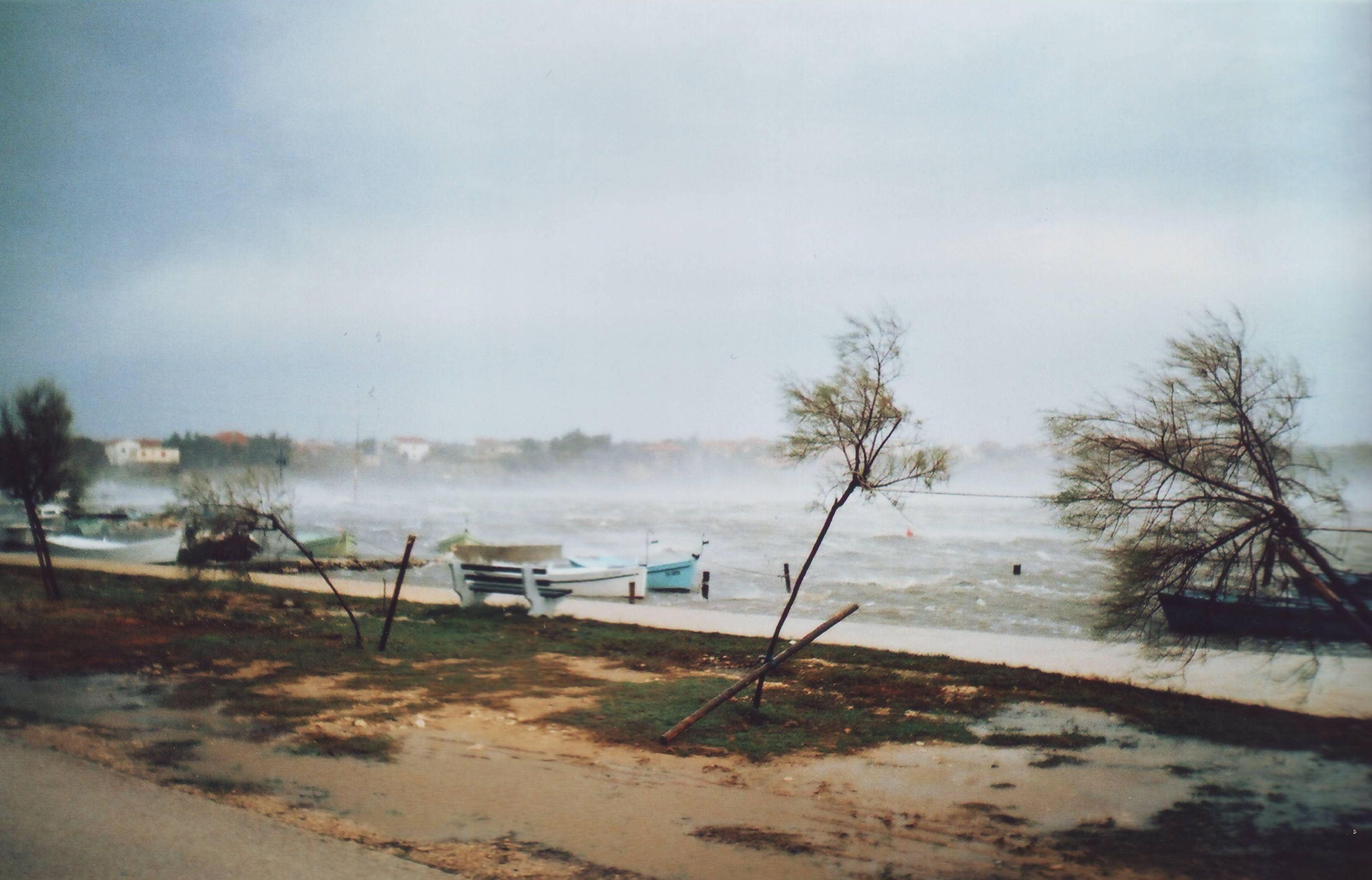
Effetti della bora a Nona, in Croazia

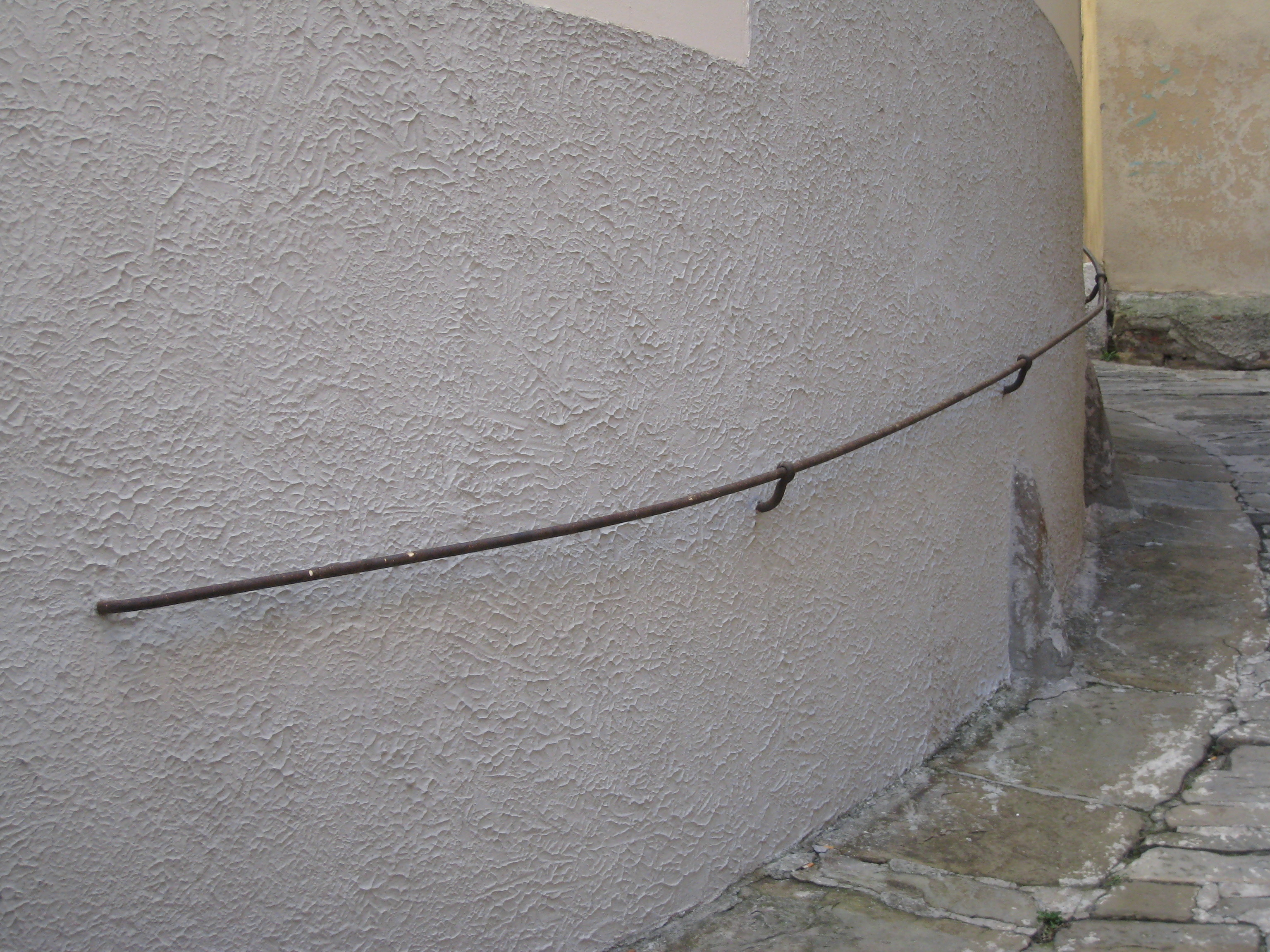
Corrimano nella ripidissima Via della Bora, a Trieste

Le masse d’aria fredde e molto dense, di origine continentale, una volta raggiunti i monti del Carso e le Alpi orientali, sono costrette a incanalarsi lungo i bassi valichi (definite anche come porte) presenti sui monti del Carso e sulle Alpi Dinariche (Bosnia Erzegovina), per traboccare con furiosi deflussi (raffiche di caduta turbolenti) verso le coste adriatiche. Verso l'Italia ci sono vari ingressi, e a seconda di dove passa il vento può variare di caratteristiche. La porta principale comunque è quella di "Postumia", presso le Alpi Giulie.
La bora non si orienta in un'unica direzione, secondo la legge di Buys Ballot, ma fluttua intorno a una direzione media che è tipica per ogni località. La sua caratteristica è di essere un vento "discontinuo", ovvero di manifestarsi con raffiche più forti, intervallate dalle raffiche meno intense. Tali raffiche sono comunemente dette "refoli".
Ci sono due tipi di Bora, quella "chiara" e quella "scura". La prima solitamente associata al bel tempo, quindi cielo sereno o poco nuvoloso. Di norma meno intensa, è causata da un forte anticiclone collocato sui settori nordorientali o centrali europei. Quella "scura" è associata al brutto tempo, al cielo molto nuvoloso e con precipitazioni diffuse, è caratterizzata da raffiche d'aria molto forti. Si forma in concomitanza con una bassa pressione sui mari centro-meridionali, che sull'alto Adriatico piegano da Nord/nord est.
Sul golfo di Trieste, la direzione tipica è quella di E-NE. Nel Friuli Venezia Giulia il vento, a causa delle grandi differenze di temperatura tra il Carso e il litorale, si rinforza notevolmente, divenendo furioso e turbolento, con raffiche che possono superare la soglia dei 150–160 km/h.
Generalmente in modo ridotto del 25%, interessa spesso anche alcune località della provincia di Gorizia, tra le quali Gorizia, Grado e Monfalcone, Cividale del Friuli, la Bassa friulana orientale e le Valli del Natisone in provincia di Udine, nonché i comuni confinanti con il Collio Sloveno.
Nel golfo di Trieste la bora mantiene la direzione principale ENE, causando un vivace moto ondoso e di deriva. Nel semestre invernale questo tipo di vento in tutte le zone summenzionate può raggiungere e superare velocità di 35–40 m/s e può durare per diversi giorni causando danni.

### Misurazione
La misurazione dei record di Bora è da sempre alquanto controversa, essendo i dati registrati in siti diversi e con strumentazioni a volte non rispondenti alle norme OMM. I dati di velocità più elevati si raggiungono nella fascia di transizione tra terraferma e mare aperto, come sui moli del porto.
- Il record ufficiale è stato registrato nel 1954 dall'Istituto Talassografico con 171 km/h (prima che la forza del vento rompesse l'anemometro)[3].
- Il 10 marzo 2010 (152 km/h[4]), gli strumenti (posizionati però fuori norma OMM) dell'Istituto Nautico hanno registrato una raffica a 188 km/h.
- Tra il 1º e il 2 marzo 2011 la Bora ha superato il record precedente con una velocità calcolata di 163 km/h registrata dall'OSMER, 149 km/h calcolati dall'ISMAR e 173 km/h dal Nautico. Addirittura 171 km/h furono misurati a Prosecco. La forza della bora durante la notte tra l'1 e il 2 marzo fu tale da rompere gli ormeggi che tenevano ancorata al molo un'antica gru galleggiante chiamata "Ursus" alta 75 metri che, spinta fuori dal porto, navigò alla deriva fino al mattino successivo, quando fu finalmente recuperata da tre rimorchiatori e riportata al proprio posto.
- Tra venerdì 10 e sabato 11 febbraio 2012 sulla zona di Trieste sono state registrate raffiche da E-NE di intensità straordinaria: presso l'anemometro dell'ISMAR sul molo F.lli Bandiera si è archiviata una raffica di picco di ben 50.8 m/s, ossia quasi 182.88 km orari, mentre l'adiacente stazione dell'OSMER, sul medesimo molo a pochissimi metri di distanza, ha invece segnato una raffica di picco di "soli" 168 km/h.
- In alcune località della Slovenia e della Dalmazia, per esempio sul ponte sospeso dell'Isola di Veglia la Bora ha, negli eventi più estremi, superato i 220/250 km orari (dati misurati fuori norma OMM)[5] (da verificare).

## Nella cultura di massa

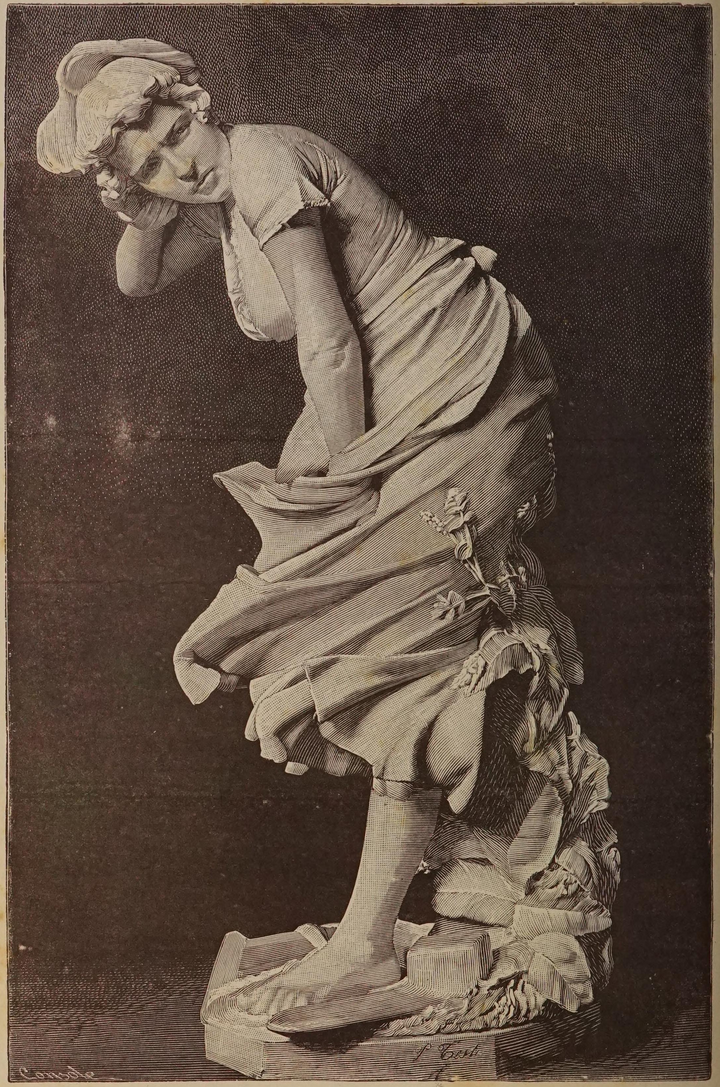
Paolo Testi, Colpo di vento, 1893 circa.

La leggenda vuole che Bora sia in verità una strega che abita gli abissi carsici.
Nella stagione delle nevi ama uscire dal proprio rifugio e assieme al figlioletto Borino, e scagliarsi furiosamente su qualunque cosa incontri.
Gelida e impetuosa, s'abbatte su rocce, alberi, case e uomini. Si volle intrappolarla ma invano, e ancor oggi, al sopraggiunger dell'inverno si sfoga con veemenza sulla città di Trieste.
Bora era una giovane ninfa ventosa che dimorava i boschi del Carso. Le sue fresche folate davano sollievo ai contadini che lavoravano la dura terra durante estati torride ed assolate.
Un giorno giunsero da lontano degli uomini cattivi ed ignoranti: costoro cacciarono gli agricoltori e posero di prepotenza le proprie dimore sul suolo carsico. Fatalità volle che uno di questi burberi coloni uccidesse l'amato di Bora: la ninfa, schiantata dal dolore, si vendicò soffiando con gelida violenza.
Fu così che la bora divenne nemica implacabile degli uomini e sempre, da allora, fa sentire la propria terribile e fredda rabbia.
Un antico detto della Venezia Giulia, soprattutto in uso tra fiumani e triestini, recita: "la Bora nasce a Segna, si sposa a Fiume e muore a Trieste".
Un altro detto  triestino dice: "la Bora nassi in Dalmazia,  se sposa a Trieste e la mori a Venezia" (la bora nasce in Dalmazia, si sposa a Trieste e muore a Venezia).
Un proverbio istriano recita: "Tre giorni la nassi, tre giorni la cressi, tre giorni la crepa." (In tre giorni la bora nasce, per tre giorni cresce, in tre giorni muore).

## Borino
Il "borino" soffia più spesso nelle mattinate d'estate ed in pieno inverno. Si viene a creare
soprattutto per la forte differenza termica tra il Carso sloveno ed il Golfo. L'intensità maggiore si ha lungo il ciglione carsico, mentre sulle Rive di Trieste giunge leggermente attenuato ed in alcune zone dell'altipiano ovest lo si avverte pochissimo.
In inverno esso si forma in presenza di vaste distese innevate nell'entroterra sloveno, dove le temperature resistono a molti gradi negativi anche in presenza di cielo coperto. Esso è così poco spesso che non rimescola gli strati d'aria che attraversa, favorendo, in presenza di correnti miti in quota, una poderosa inversione termica al suolo. Il borino è ben noto per essere la concausa principale del gelicidio (pioggia sopraffusa che congela toccando il suolo a temperature inferiori allo 0°C), fenomeno piuttosto noto a Trieste, raro esempio sul Mediterraneo.